# Proyección Natural Earth

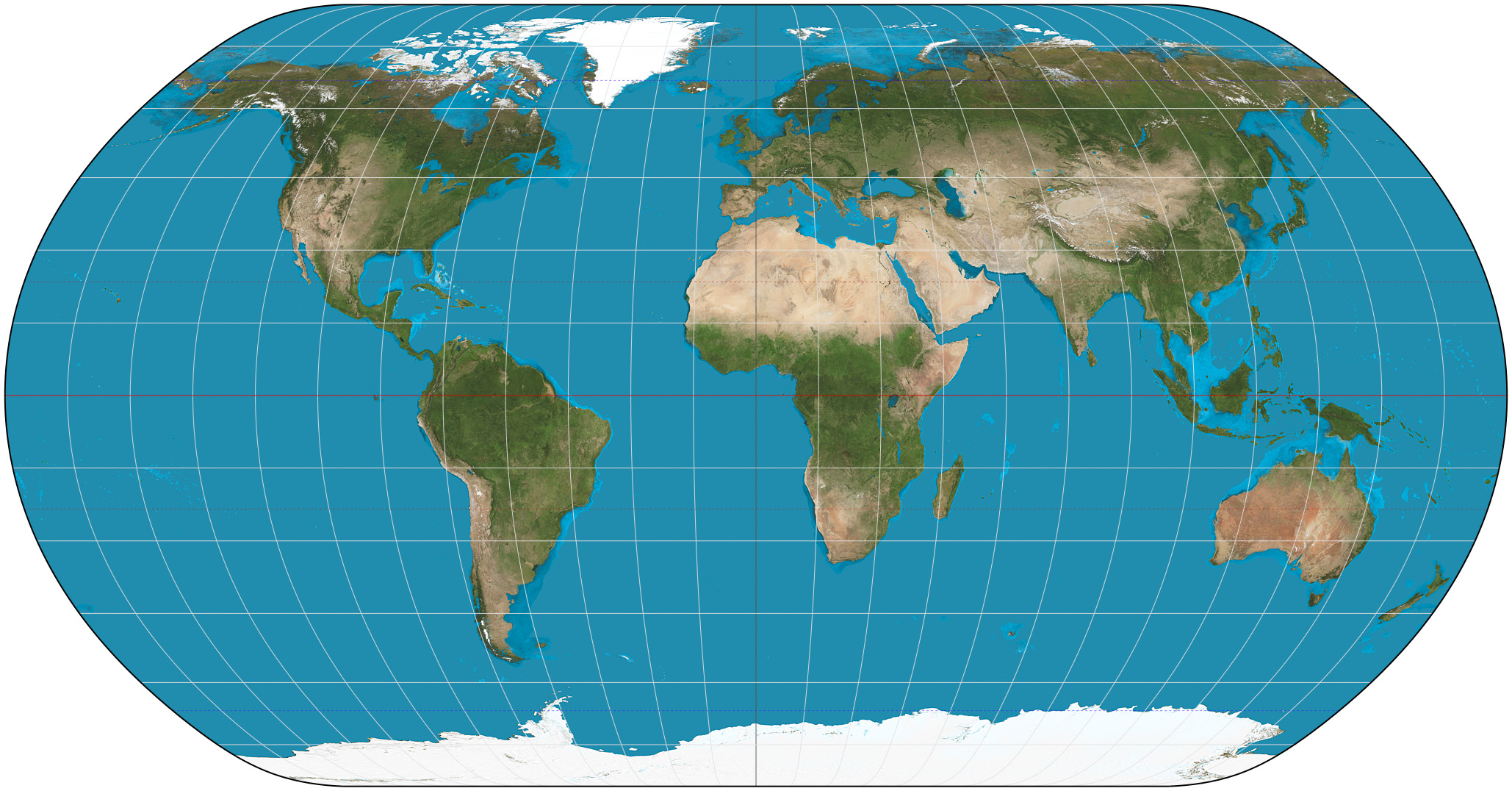
Mapamundi con la proyección Natural Earth

La proyección Natural Earth con la indicatriz de deformación de Tissot

La proyección Natural Earth es una proyección cartográfica pseudocilíndrica diseñada por Tom Patterson e introducida en 2012. No es ni conforme ni equiárea.
El ímpetu para crear la proyección fue la insatisfacción con las proyecciones existentes para mostrar datos físicos. Natural Earth fue creada mediante Flex Projector, un software especializado que ofrece una aproximación gráfica para la creación de nuevas proyecciones. La proyección es una amalgama de las proyecciones de Kavraiskiy VII y Robinson, además de mejoras adicionales.
Esta proyección fue diseñada con los siguientes propósitos:
- Sugerir que la proyección representa una Tierra esférica.
- Redondear esquinas y la acción relacionada de disminuir la longitud de las líneas polares. Con ello se reduce el tamaño de las áreas polares, lo que hace que la Antártida parezca más pequeña.
- En la parte superior e inferior de la proyección, los meridianos convergen hacia adentro hacia polos implícitos, lo que sugiere que los polos son en realidad puntos en lugar de líneas rectas.
- Estética, con las curvas transmitiendo elegancia clásica.
- Las esquinas estrechamente redondeadas de la proyección son únicas entre las proyecciones pseudocilíndricas de uso común, ayudando para diferenciarla.[2]

La proyección Natural Earth fue diseñada específicamente para hacer mapas centrados en el ecuador y el meridiano de Greenwich, 0° latitud, 0° longitud. La distribución de los continentes cuando se centra allí tiene un equilibrio y simetría agradables, especialmente en la Antártida.

## Definición matemática
La proyección se define mediante las siguientes fórmulas:
{\displaystyle {\begin{aligned}x&=0.8707\times l(\varphi )\times \lambda ,\\y&=0.8707\times 0.52\times d(\varphi )\times \pi ,\end{aligned}}},
donde
- x , y son las coordenadas cartesianas;
- λ es la longitud desde el meridiano central;
- φ es la latitud;
- l (φ) es la longitud del paralelo en la latitud φ ;
- d (φ) es la distancia del paralelo desde el ecuador en la latitud φ .

l (φ) yd (φ) se dan como polinomios, inicialmente a partir de la interpolación de algunos valores en Flex Projector.